# Grup de Recolzament d'Actuacions Especials
El Grup Actuacions Especials (GRAE) és un grup del cos de Bombers de la Generalitat de Catalunya, especialitzat en salvaments i rescats en el medi natural i en llocs de difícil accés.
Els rescats de muntanya a Catalunya els efectuen els Bombers de la Generalitat d'acord amb la llei de Protecció Civil de 1994, que els atorga les plenes competències, i en 1997 es fusionen el Grup de Rescat de Muntanya (GRM) i el Grup de Rescat i Salvaments Subaquàtics (GRS), creant el Grup d'Actuacions Especials (GRAE).
Disposen de mitjans de transport terrestres, aquàtics i aeris.
Com a mitjans aeris disposen dels helicòpters del Departament d'Interior, dels quals es destinen en gran part a rescats dos Eurocopter EC135P2, i d'altres mitjans aeris subcontractats.

## Àmbit i cartera de serveis[calcitació]
Muntanya:
Excursionisme, esquí de muntanya, allaus, escalada, alpinisme, espeleologia, barranquisme, btt, recerca de persones perdudes, parapent, salt base, paracaigudisme, vies ferrades...
Medi aquàtic:
Rius i aigües continentals, col·laboració en mar.
Medi urbà o industrial:
Pous, fosses o qualsevol entorn de difícil accés.

## Seus unitats GRAE professionals[6]
- Cerdanyola del Vallès
- Seu d'Urgell
- Olot
- Valls

A partir del 2024 és previst que la unitat de Valls també disposi d'una aeronau de rescat, i així totes les bases puguin disposar d'un helicòpter propi.

## Seus unitats GRAE voluntaris[calcitació]
- Pobla de Segur
- Camprodon
- Vielha